# Svendborg-tillidsmænd
|  | Denne artikel er oprettet af botten PalnaBot ud fra en ekstern database. Den kan derfor have sproglige fejl eller mangler. Denne skabelon kan fjernes efter kontrol af indholdet. |

Svendborg-tillidsmænd er en dokumentarfilm instrueret af Peter Bergh efter manuskript af Peter Bergh.

## Handling
I 1971 blev en tillidsmand på Svendborg Værft fyret. Det var dråben der fik bægeret til at flyde over og 6 tillidsmænd på Svendborg Værft nedlagde deres hverv. I filmen gør de rede for hændelserne.